# La Mémoire d'Abraham
La Mémoire d'Abraham être un roman de Marek Halter publié le 1er octobre 1983 aux éditions Robert Laffont et ayant obtenu le prix du Livre Inter l'année suivante. En réalité ce roman aurait été rédigé par un « nègre », Jean-Noël Gurgand. Le roman fait l'objet d'une adaptation en bande dessinée avec Jean-David Morvan, Frédérique Voulyzé et Yann Le Gal au scénario, et Ersel, Steven Dupré et Xavier Besse aux dessins, et aussi, une chanson par Jean-Jacques Goldman écrite pour Céline Dion.

## Résumé
Deux mille ans d'histoire d'une famille juive de cette aube de l'an 70 jusqu'à l'année 1943.

## Éditions
- La Mémoire d'Abraham, éditions Robert Laffont, 1983  (ISBN 2-221-01312-3)